# Five Nights at Freddy's
Five Nights at Freddy's är ett indie-, strategi- och skräckspel som släpptes 2014 skapat av spel- och grafikdesignern Scott Cawthon. Spelet finns till Microsoft Windows, Android och IOS. Spelet släpptes augusti 2014 till Microsoft Windows. Spelet blev snabbt en stor succé. Det finns nio uppföljare till spelet, Five Nights at Freddy's 2 (släpptes november 2014), Five Nights at Freddy's 3 (släpptes mars 2015), Five Nights at Freddy's 4: The Final Chapter (släpptes juli 2015), Five Nights at Freddy's World (släpptes januari 2016), Five Nights at Freddy's: Sister Location (släpptes oktober 2016), Freddy Fazbear's Pizzeria Simulator (släpptes december 2017), Ultimate Custom Night (släpptes juni 2018), VR-spelet Five Nights at Freddy's: Help Wanted (släpptes maj 2019 och skapat av Steel Wool Studios) och Five Nights at Freddy's: Security Breach (släpptes december 2021, också skapat av Steel Wool Studios). Warner Bros. planerade från början att göra en filmatisering av spelet med Gil Kenan som regissör. Denna filmatisering togs sedan över av regissören Emma Tammi och filmbolaget Universal Pictures, och är beräknad till att ha biopremiär den 27 oktober 2023.
Spelet blev så populärt att många har gjort fan-gjorda spel om Five Nights at Freddy's, såsom One Night at Flumpty's, Five Nights at Treasure Island, Five Nights at Candy's och många fler.

## Handling
Spelet går ut på att vara nattvakten Mike Schmidt på en pizzeria vid namn "Freddy Fazbear's Pizza". Pizzerian har fyra animatroniska maskotar, Freddy, en björn, Bonnie, en lila kanin, Chica, en kyckling, och Foxy, en piraträv som under spelets gång är ur funktion. Det finns även den mystiska Golden Freddy. Animatromikdjuren vandrar omkring under natten och spelaren måste hindra de från att komma in i kontoret tills klockan slår 6. Spelaren måste överleva i fem nätter (plus en sjätte och sjunde bonusnatt), och maskotarna blir mer och mer aggressiva under veckan. Spelaren har "Phone Guy" till hjälp, en före detta anställd på Freddy Fazbear's Pizza, som ringer varje natt och ger tips fram till den fjärde då han dör.
Spelaren kan se sig omkring, använda dörrar, lampor och övervakningskameror. Övervakningskamerorna är till för att se var de animatroniska djuren befinner sig i restaurangen och för att se hur långt bort de befinner sig från kontoret. Det finns 10 övervakningskameror uppsatta i restaurangen samt en mikrofon.

## Kritik
Spelet har kritiserats av många. 29 juli 2015 skrev Scott Cawthon på ett inlägg på Steam att han ville att alla skulle förstå att han var en människa, och att varken han eller hans spel är perfekta. Han lade upp ett antal personliga detaljer på diskussionen och avslutade med att det är fullt tillåtet att kritisera hans spel, men att många av dem som kritiserar honom gör det på grund av avundsjuka på av hans framgångar.